# John Phillips (peleador)
John Phillips (Swansea, Gales, 9 de junio de 1985) es un artista marcial mixto británico. Profesional desde 2005, también ha competido para BAMMA, Cage Rage, Ultimate Fighting Championship y Cage Warriors. Es el antiguo Campeón de Peso Medio de BAMMA.

## Carrera de artes marciales mixtas

### Ultimate Fighting Championship
Phillips se enfrentó a Jesse Taylor para la primera defensa del peso medio de Cage Warriors el 4 de mayo de 2013 en la tarjeta de Cage Warriors 54. Perdió el combate por sumisión al en el primer asalto.
Su siguiente combate fue el 17 de marzo de 2018 en UFC Fight Night: Werdum vs. Volkov contra Charles Byrd, donde ambos luchadores hicieron su debut en la UFC. Perdió el combate por sumisión en el tercer asalto.
Phillips se enfrentó a Kevin Holland el 1 de junio de 2018 en UFC Fight Night: Blaydes vs. Ngannou 2. Perdió el combate por sumisión en el tercer asalto.
Phillips se enfrentó al también galés Jack Marshman el 16 de marzo de 2019 en UFC Fight Night: Till vs. Masvidal. En el pesaje, Marshman pesó 188 libras, 2 libras por encima del límite de peso medio de 186 libras. Se le impuso una multa del 20% de la bolsa de la pelea y el combate continuó con el peso de acordado. Perdió el combate por decisión dividida.
En su siguiente combate Phillips se enfrentó a Alen Amedovski en UFC Fight Night: Hermansson vs. Cannonier el 28 de septiembre de 2019. Ganó el combate por nocaut en el primer asalto. Esta victoria le valió el premio a la Actuación de la Noche.
Phillips tenía previsto enfrentarse a Duško Todorović el 21 de marzo de 2020 en UFC Fight Night: Woodley vs. Edwards. Debido a las prohibiciones de viaje de la pandemia de COVID-19, el combate se trasladó a Cage Warriors 113, pero posteriormente se retiró de la tarjeta debido a las restricciones de viaje de Todorovic.
Se esperaba que Phillips se enfrentara a Duško Todorović el 16 de julio de 2020 en UFC Fight Night: Kattar vs. Ige. El 8 de julio, Todorović se retiró por un posible problema médico. Fue sustituido por el recién llegado a la promoción Khamzat Chimaev. Perdió el combate por sumisión en el segundo asalto.
Phillips se enfrentó a Jun Yong Park el 18 de octubre de 2020 en UFC Fight Night: Ortega vs. The Korean Zombie. Perdió el combate por decisión unánime.
El 13 de noviembre de 2020, la UFC anunció que lo había liberado.

## Campeonatos y logros

### Artes marciales mixtas
- Ultimate Fighting Championship
  - Actuación de la Noche (una vez) vs. Alen Amedovski[22]
- BAMMA
  - Campeón de Peso Medio de BAMMA (una vez)
- Rage in the Cage
  - Ganador del torneo de peso medio de Rage in the Cage (una vez)

## Récord en artes marciales mixtas
| Resultado     | Récord    | Oponente                       | Método                                     | Evento                                        | Fecha                    | Ronda | Tiempo | Localización       | Notas                                                               |
| ------------- | --------- | ------------------------------ | ------------------------------------------ | --------------------------------------------- | ------------------------ | ----- | ------ | ------------------ | ------------------------------------------------------------------- |
| Derrota       | 23-10 (1) | Jun Yong Park                  | Decisión (unánime)                         | UFC Fight Night: Ortega vs. The Korean Zombie | 17 de octubre de 2020    | 3     | 5:00   | Abu Dhabi          |                                                                     |
| Derrota       | 23-9 (1)  | Khamzat Chimaev                | Sumisión (estrangulamiento D'Arce)         | UFC on ESPN: Kattar vs. Ige                   | 16 de julio de 2020      | 2     | 1:12   | Abu Dhabi          |                                                                     |
| Victoria      | 23-8 (1)  | Alen Amedovski                 | KO (puñetazos)                             | UFC Fight Night: Hermansson vs. Cannonier     | 28 de septiembre de 2019 | 1     | 0:17   | Copenhague         | Actuación de la Noche.                                              |
| Derrota       | 22-8 (1)  | Jack Marshman                  | Decisión (dividida)                        | UFC Fight Night: Till vs. Masvidal            | 16 de marzo de 2019      | 3     | 5:00   | Londres            | Combate de peso acordado (188 libras); Marshman no alcanzó el peso. |
| Derrota       | 22-7 (1)  | Kevin Holland                  | Sumisión (estrangulamiento por detrás)     | UFC Fight Night: Blaydes vs. Ngannou 2        | 28 de septiembre de 2018 | 3     | 4:05   | Pekín              |                                                                     |
| Victoria      | 22-6 (1)  | Charles Byrd                   | Sumisión (estrangulamiento por detrás)     | UFC Fight Night: Werdum vs. Volkov            | 17 de marzo de 2018      | 1     | 3:58   | Londres            |                                                                     |
| Victoria      | 21-6 (1)  | Jose Otavio dos Santos Lacerda | KO (puñetazo)                              | Budo 16: Round vs. James                      | 24 de septiembre de 2016 | 1     | 4:44   | Swansea            | Combate de peso acordado (198 libras).                              |
| Victoria      | 20-6 (1)  | Cheick Kone                    | TKO (puñetazo)                             | BAMMA 24: Kone vs. Phillips                   | 27 de febrero de 2016    | 1     | 1:05   | Dublín             | Ganó el Campeonato Mundial de Peso Medio de BAMMA.                  |
| Victoria      | 19-6 (1)  | Markus Di Gallo                | KO (puñetazo)                              | Fightstar Promotions: Rage in the Cage 3      | 21 de marzo de 2015      | 1     | N/A    | Paisley            | Ganó la Final del Torneo de Peso Medio de Rage in the Cage.         |
| Victoria      | 18-6 (1)  | Charlie Ward                   | KO (puñetazo)                              | Fightstar Promotions: Rage in the Cage 3      | 21 de marzo de 2015      | 2     | N/A    | Paisley            | Cuartos de final del Torneo de Peso Medio de Rage in the Cage.      |
| Derrota       | 17-6 (1)  | Jesse Taylor                   | Sumisión (estrangulamiento por detrás)     | Cage Warriors Fighting Championship 54        | 4 de mayo de 2013        | 1     | 1:23   | Cardiff            | Por el Campeonato de Peso Medio de CWFC.                            |
| Victoria      | 17-5 (1)  | Chris Fields                   | Sumisión (estrangulamiento por guillotina) | Cage Warriors Fighting Championship 48        | 21 de julio de 2012      | 2     | 2:04   | Londres            | Combate de peso acordado (192 libras)                               |
| Victoria      | 16-5 (1)  | Tomas Penz                     | Sumisión (estrangulamiento por triángulo)  | Cage Warriors Fight Night 6                   | 24 de mayo de 2012       | 2     | 3:21   | Madinat 'Isa       |                                                                     |
| Derrota       | 15-5 (1)  | Pavel Kusch                    | Sumisión (gancho de talón)                 | Cage Warriors Fight Night 5                   | 12 de abril de 2012      | 1     | 0:25   | Amán               |                                                                     |
| Victoria      | 15-4 (1)  | Matt Ewin                      | TKO (lesión)                               | KnuckleUp MMA 8                               | 29 de octubre de 2011    | 1     | 0:56   | Kingston upon Hull |                                                                     |
| Derrota       | 14-4 (1)  | Frank Trigg                    | TKO (parada médica)                        | BAMMA 6: Watson vs. Rua                       | 21 de mayo de 2011       | 1     | 2:41   | Londres            |                                                                     |
| Victoria      | 14-3 (1)  | James Zikic                    | TKO (puñetazos)                            | BAMMA 4: Reid vs. Watson                      | 25 de septiembre de 2010 | 1     | 1:34   | Birmingham         |                                                                     |
| Victoria      | 13-3 (1)  | Johnny Gillan                  | TKO (puñetazos)                            | Fight UK 1                                    | 2 de mayo de 2010        | 1     | 1:37   | Leicester          |                                                                     |
| Victoria      | 12-3 (1)  | Marius Liaukevicius            | TKO (puñetazos)                            | Celtic Fight Night 3                          | 6 de marzo de 2010       | 1     | 0:15   | Brecon             |                                                                     |
| Victoria      | 11-3 (1)  | Danny Welsh                    | TKO (puñetazos al cuerpo)                  | Trojan MMA: Trojan Warfare                    | 27 de febrero de 2010    | 1     | 0:36   | Exeter             |                                                                     |
| Victoria      | 10-3 (1)  | Matt Thorpe                    | TKO (puñetazos)                            | KnuckleUp MMA 4: Origins                      | 20 de febrero de 2010    | 1     | 0:50   | Cheltenham         |                                                                     |
| Derrota       | 9-3 (1)   | Denniston Sutherland           | TKO (sumisión a puñetazos)                 | BAMMA 1: The Fighting Premiership             | 27 de junio de 2009      | 1     | 3:32   | Londres            |                                                                     |
| Victoria      | 9-2 (1)   | Bohumil Lungrik                | TKO (puñetazos)                            | WFC 8: D-Day                                  | 18 de abril de 2009      | 3     | 5:00   | Liubliana          |                                                                     |
| Victoria      | 8-2 (1)   | Tommy Gunn                     | TKO (puñetazos)                            | Predator Fight Night                          | 9 de noviembre de 2008   | 1     | 0:44   | Swansea            |                                                                     |
| Victoria      | 7-2 (1)   | Jake Bostwick                  | TKO (sumisión a puñetazos)                 | Cage Rage 28: VIP                             | 9 de noviembre de 2008   | 2     | 2:47   | Londres            |                                                                     |
| Derrota       | 6-2 (1)   | Tom Watson                     | Decisión (unánime)                         | Cage Rage 27: Step Up                         | 12 de julio de 2008      | 3     | 5:00   | Londres            |                                                                     |
| Sin resultado | 6-1 (1)   | Jake Bostwick                  | Sin resultado (codazos)                    | Cage Rage 25: Bring It On                     | 8 de marzo de 2008       | 1     | 4:10   | Londres            |                                                                     |
| Victoria      | 6-1       | Christos Petroutsos            | TKO (N/A)                                  | Cage Rage Contenders: Wales                   | 18 de noviembre de 2007  | 1     | N/A    | Swansea            |                                                                     |
| Victoria      | 5-1       | Mihaly Dobrai                  | KO (N/A)                                   | MedVid: Anno Domini 1                         | 9 de junio de 2007       | N/A   | N/A    | Pula               |                                                                     |
| Victoria      | 4-1       | Mario Valentic                 | TKO (N/A)                                  | MedVid: Anno Domini 2                         | 27 de enero de 2007      | N/A   | N/A    | Pula               |                                                                     |
| Victoria      | 3-1       | Edgaras Pilvinis               | TKO (parada del árbitro)                   | Cage Gladiators 3                             | 3 de diciembre de 2006   | 1     | 0:34   | Liverpool          |                                                                     |
| Victoria      | 2-1       | Gary Savage                    | TKO (puñetazos)                            | HOP 7: Cage Fever                             | 26 de noviembre de 2006  | 1     | 1:23   | Swansea            |                                                                     |
| Derrota       | 1-1       | Jim Wallhead                   | TKO (codazos)                              | HOP 5: Fight Night 5                          | 9 de abril de 2006       | 1     | 1:41   | Swansea            |                                                                     |
| Victoria      | 1-0       | Nigel Whitear                  | KO (N/A)                                   | HOP 3: Next Generation                        | 24 de julio de 2005      | 1     | 0:57   | Swansea            |                                                                     |